# Diotima
Diotima (o femeie inteleapta contemporana cu Socrate, la care acesta apeleaza pt.a descoperi ce este iubirea, interesant este ca din toate dialogurile platonice acesta se deosebeste aproape radical de celelalte prin prisma faptului ca aici Socrate ne este prezentat drept cel care este invatat, cu alte cuvinte in acest dialog Socrate isi insuseste rolul pe care in celelalte dialoguri il au interlocuitori sai iar Diotima are rolul lui Socrate, acestea raportat bineinteles la celelalte dialoguri)ea este acea care ii destainuie lui Socrate ce este cu adevarat iubirea, Platonn face referire la aceasta in dialogul ei cu Socrate atunci cand 
clasifica frumosul pe patru nivele ierarhice.
Dintre care pe latura cea mai de jos a ierarhiei ar fi frumusetea fizica, pe urmatoarea treapta se afla frumusetea morala, pe cea de a treai treapta inspre varful ierarhiei se afla frumusetea cunostintelor, iar in varf este insusi frumosul absolut acela care face ca lucrurile sa fie frumoase, acela care atunci cand un lucru frumos inceteaza sa mai finteze el ramane nestirbit, Platon ne vorbeste aici despre o entitate care se afla in toate lucrurile frumoase si fara de care nu ar fi posibil ca ceva 
sa fie frumos.